# Топленски манастир
Топленският манастир (на гръцки: Μονή Τοπλού) е православен манастир в източната част на остров Крит, Гърция.
Построен е през XV век и се намира на около 6 km северно от село Палекастро и на 85 km източно от Агиос Николаос. Първоначално името му е било „Света Богородица Акротириани“ (Света Богородица от Носа заради близко разположения нос Сидеро), което е засвидетелствано в официални документи от XV и XVI в. За сегашното му название има версия, че идва от турското „топ“ заради оръдието, с което е разполагал манастирът още от времето, когато венециаците владеят острова. Заради честите пиратски нападения Сенатът на Венеция отпуска сума от 200 дуката за укрепването на манастира като именно тогава той придобива сегашния си вид с яко крепостни стени и оръдие, което е служило не само за отбрана от корсарите, но и за да предупреждава околните села при опасност.
Манастирът е основан около средата на XV век вероятно на мястото на по-стар храм. Ограбен е от малтийските рицари през 1530 г., а през 1612 г. пострадва при земетресение. След завладяването на острова от венецианците сенатът на Венеция отпуска средства манастира да бъде възстановен поради стратегическото му местоположение и след това той процъфтява до 1646 г., когато господари на Крит стават османците. След това за дълго манастирът е изоставен. През 1704 г. отново се възражда, тъй като е обявен за ставропигиален манастир и попада под специалната защита на патриарха. През 1821 г. по време на гръцката война за независимост монасите са изклани от турците и през следващите седем години манастирът отново е запуснат.
Манастирът е добре укрепен срещу нападения на пирати и нашественици с дебели 10 m стени. Състои се от три етажа с килии, кухни, складове и къщи за гости. Въпреки бурната си история, манастирът пази много ценни икони, гравюри, книги и документи, забележителни стенописи в трапезарията на манастира и колекция от двадесетина портрета на монаси и игумени.